# Martín Marculeta
Martín Marculeta Barbería (San Sebastián, 24 settembre 1907 – San Sebastián, 19 novembre 1984) è stato un allenatore di calcio e calciatore spagnolo, di ruolo centrocampista.

## Carriera

### Club
Cresce calcisticamente con l'Amaikak Lagunak, da cui passa alla Real Sociedad. Con la società di San Sebastian esordisce con la prima squadra diventandone presto un titolare. Con la squadra di San Sebastián colleziona 229 presenze (106 in campionato), si aggiudica tre campionati di Guipuzcoa.
Nel 1934-1935 passa all'Atlético Madrid, società per la quale svolge anche la mansione di allenatore-giocatore nel campionato successivo.
Dopo la Guerra civile spagnola si dedica completamente al ruolo di allenatore, dirigendo prima squadre del settore giovanile della Real Sociedad, e poi club come Sporting Gijon e Real Union.

### Nazionale
La Nazionale spagnola lo vide in campo quindici volte, esordendo durante Spagna-Messico 7-1 del 30 maggio 1928, valida per le Olimpiadi di Amsterdam. Oltre ai suddetti giochi, partecipò anche al Campionato mondiale di calcio 1934 disputato in Italia.

## Palmarès

### Competizioni nazionali
- Campionato di Guipuzcoa: 3

Real Sociedad: 1927, 1929 e 1933